# 王夔
王夔（1928年5月7日—2025年7月6日），男，天津人，中国无机化学家，北京大学医学部教授。

## 生平
1928年生于天津。1945年毕业于天津耀华中学，同年考入燕京大学。1949年毕业于燕京大学化学系。北京大学医学部教授。曾任北京医科大学药学院院长，国家自然科学基金委员会化学科学部主任等职。1991年当选为中国科学院学部委员（院士）。